# Краснохвостый фаэтон
Краснохвостый фаэтон (лат. Phaethon rubricauda) — вид морских птиц из семейства фаэтоновых. Выделяют четыре подвида. Распространены на тропических и субтропических островах Тихого океана и юга Индийского океана.

## Описание
Краснохвостый фаэтон достигает длины от 95 до 104 см, включая удлинённые центральные рулевые перья длиной 35 см, и весит около 800 г. Размах крыльев составляет от 111 до 119 см. Половой диморфизм не выражен. Оперение почти полностью белое, часто с розовым оттенком. Тёмно-коричневая полоса тянется от основания клюва, проходит через глаза и над ними и достигает кроющих перьев ушей. Радужная оболочка тёмно-коричневая. Клюв ярко-красный, немного бледнее у основания и чёрный вокруг ноздрей. Ноги и основание пальцев бледно-голубовато-лиловые, в то время как перепонки и остальная часть пальцев чёрные. Два длинных центральных рулевых перьев оранжевого или красного цвета с белыми основаниями примерно на десятую часть их длины. Крылья белые с тёмными пятнами в форме шевронов на концах, и видны тёмные стержни первостепенных маховых перьев. Молодые птицы имеют буроватые полосы на верхней стороне тела.

## Образ жизни
Фаэтоны обычно ведут одиночный или парный образ жизни отдельно от гнездовых колоний, где они участвуют в брачных ухаживаниях, устраивая театральные представления. В течение нескольких минут, группы из 2—20 птиц одновременно и часто летают друг вокруг друга в больших вертикальных кругах, размахивая хвостами из стороны в сторону. Если самке нравится презентация, она спаривается с самцом в его будущем гнезде. Иногда случаются и споры между самцами, пытающимися защитить свою пару и место гнездования.
Фаэтоны в основном гнездятся в дырах или трещинах на голой земле. Яйцо пурпурно-коричневого цвета, к концу насиживания, которое длится 41—45 дней, оно светлеет. Высиживание осуществляется обоими родителями, но по большей части самкой, в то время как самец добывает еду, чтобы кормить самку. Птенец вылупляется покрытым серым пушком и остаётся в гнезде один, пока оба родителя добывают пищу. Затем они выкармливают птенца два раза каждые 3 дня до тех пор, пока он сам не сможет летать, что происходит примерно после 12—13 недель после вылупления. Поначалу молодые особи не способны летать, вместо этого они выплывают в океан на несколько дней, чтобы сбросить вес перед полётом.

## Подвиды и распространение
Выделяют четыре подвида:
- Phaethon rubricauda rubricauda Boddaert, 1783 — острова в западной части Индийского океана: Европа, Альдабра, северо-восток Сейшельских островов, острова к юго-западу от Мадагаскара, Маскаренские острова
- Phaethon rubricauda westralis	 Mathews, 1912 — острова в восточной части Индийского океана: Кокосовые острова, Рождества, острова к северо-западу и юго-западу от Австралии
- Phaethon rubricauda roseotinctus	 (Mathews, 1926) — острова востока Австралазии и юго-запада Тихого океана: острова Большого Барьерного рифа, Лорд-Хау, Норфолк, Кермадек
- Phaethon rubricauda melanorhynchos Gmelin, 1789 — острова в западной, центральной и южной части Тихого океана: от островов Рюкю, Бонин и Кадзан до островов Вануату и Новой Каледонии, включая острова Микронезии, Полинезии и Гавайские острова